# 西河郡
西河郡，中国古郡名。
漢武帝元朔四年（前125年），分上郡北部置西河郡。治所在平定縣（縣治在今内蒙古鄂爾多斯東南），屬朔方刺史部。領三十六縣：富昌、騶虞、鵠澤、平定、美稷、中陽、樂街、徒經、臯狼、大成、廣田、圜陰、益闌、平周、鴻門、藺、宣武、千章、增山、圜陽、廣衍、武車、虎猛、離石、穀羅、饒、方利、隰成、臨水、土軍、西都、平陸、陰山、觬氏、博陵、鹽官。東漢初年改隷幷州，曾復置屬國都尉、右校尉等職。永和五年（140年）移治離石縣（在今山西省呂梁市離石區），僅轄十三縣。置南匈奴單于庭於美稷縣。汉灵帝中平元年（184年）黄巾之乱爆发后，匈奴侵邊，西河“百姓南奔”，其郡遂廢。
三國魏黃初三年（222年）割太原郡玆氏等縣復置西河郡，領漢代西河郡南部故地，治玆氏。晉置西河國，改玆氏為隰城。後趙置永石郡，前秦復改爲西河郡。北魏置西河郡，治隰城（今山西省汾陽市），屬汾州。隋因之。唐，以西河郡置汾州。